# Campionati del mondo di ciclismo su strada 2006
I Campionati del mondo di ciclismo su strada 2006 (en.: 2006 UCI Road World Championships) furono disputati a Salisburgo, in Austria, tra il 19 ed il 24 settembre 2006.

## Organizzazione
L'organizzazione di questa edizione venne attribuita a Salisburgo dal comitato direttore dell'UCI il 6 ottobre del 2003.

## Eventi

### Cronometro individuali
Martedì 20 settembre
- 12:00-14:00 Donne Elite – 26,900 km

Mercoledì 21 settembre
- 14:00-16:45 Uomini Under 23 – 39,540 km

Giovedì 22 settembre
- 13:30-16:45 Uomini Elite – 50,800 km

### Corse in linea
Sabato 24 settembre
- 9:00-13:40 Under 23 – 176,800 km

Sabato 24 settembre
- 14:30-18:15 Donne Elite – 132,600 km

Domenica 25 settembre
- 10:30-17:25 Uomini Elite – 265,200 km

## Medagliere
| Pos.   | Nazione     | Oro | Argento | Bronzo | Totale |
| ------ | ----------- | --- | ------- | ------ | ------ |
| 1      | Germania    | 1   | 2       | 0      | 3      |
| 2      | Stati Uniti | 1   | 1       | 1      | 3      |
| 3      | Svizzera    | 1   | 1       | 0      | 2      |
| 4      | Italia      | 1   | 0       | 0      | 1      |
| 4      | Paesi Bassi | 1   | 0       | 0      | 1      |
| 4      | Belgio      | 1   | 0       | 0      | 1      |
| 7      | Francia     | 0   | 1       | 1      | 2      |
| 7      | Russia      | 0   | 1       | 1      | 2      |
| 9      | Regno Unito | 0   | 0       | 1      | 1      |
| 9      | Kazakistan  | 0   | 0       | 1      | 1      |
| 9      | Spagna      | 0   | 0       | 1      | 1      |
| Totale | Totale      | 6   | 6       | 6      | 18     |

## Sommario degli eventi
| Eventi                 | Oro                           | Tempo      | Argento                     | Tempo     | Bronzo                         | Tempo     |
| Uomini Elite           |                               |            |                             |           |                                |           |
| Gara in linea dettagli | Paolo Bettini Italia          | 6h15'36"   | Erik Zabel Germania         | s.t.      | Alejandro Valverde Spagna      | s.t.      |
| Cronometro dettagli    | Fabian Cancellara Svizzera    | 1h00'11"75 | David Zabriskie Stati Uniti | a 1'30"97 | Aleksandr Vinokurov Kazakistan | a 1'50"72 |
| Uomini Under-23        |                               |            |                             |           |                                |           |
| Gara in linea dettagli | Gerald Ciolek Germania        | 4h00'50"   | Romain Feillu Francia       | s.t.      | Aleksandr Chatuncev Russia     | s.t.      |
| Cronometro dettagli    | Dominique Cornu Belgio        | 49'28"42   | Michail Ignat'ev Russia     | a 37"10   | Jérôme Coppel Francia          | a 44"76   |
| Donne Elite            |                               |            |                             |           |                                |           |
| Gara in linea dettagli | Marianne Vos Paesi Bassi      | 3h20'26"   | Trixi Worrack Germania      | s.t.      | Nicole Cooke Regno Unito       | s.t.      |
| Cronometro dettagli    | Kristin Armstrong Stati Uniti | 35'04"89   | Karin Thürig Svizzera       | a 25"17   | Christine Thorburn Stati Uniti | a 29"36   |